# Najmuddin Faraj Ahmad

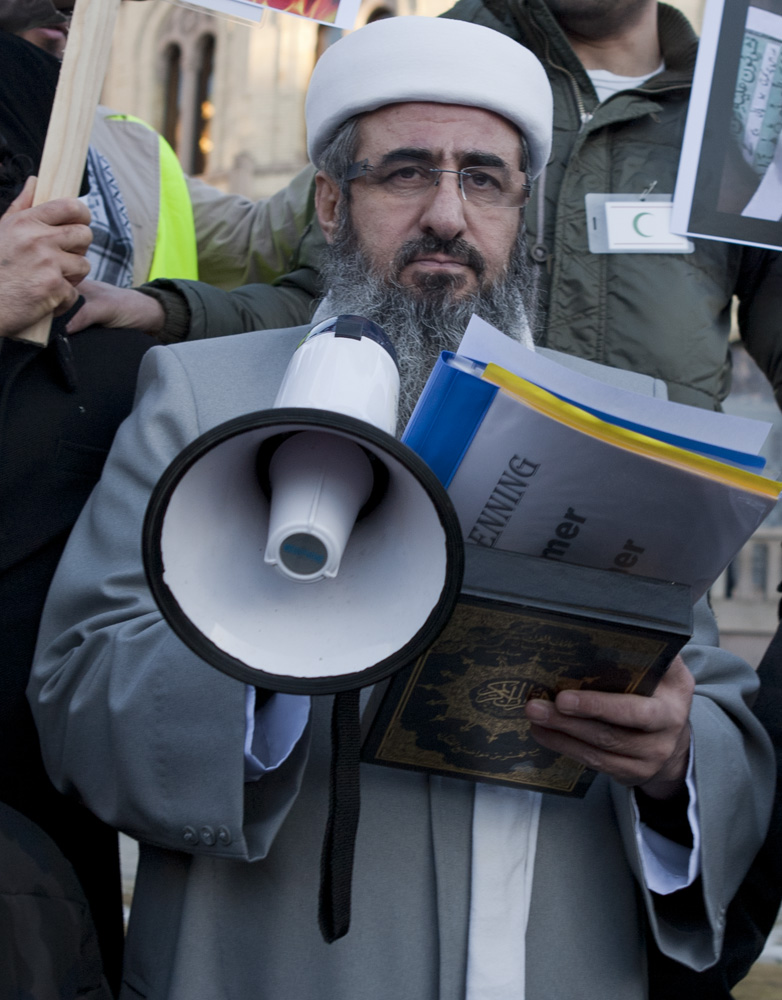
Mullah Krekar bij een demonstratie tegen koranverbrandingen in Oslo, 2 maart 2012

Mullah Krekar (Koerdisch: مەلا کرێکار Mela Krêkar; Arabisch: ملا كريكار Mullā Krīkār, op 7 juli 1956 in Suleimaniya geboren onder de naam نەجمەدین فەرەج ئەحمەد, Najmuddin Faraj Ahmad, is een Iraakse Koerdische soennitische jihadistische moslimgeleerde die in 1991 als vluchteling uit Noord-Iraq naar Noorwegen emigreerde. Hoewel hij dit zelf niet heeft, hebben zijn vrouw en vier kinderen het Noorse staatsburgerschap. Krekar spreekt Koerdisch, Arabisch, Perzisch, Noors en Engels. Er zijn meer dan 20 boeken van Krekar gepubliceerd, waaronder een autobiografie.
Krekar was de oorspronkelijke leider van de gewapende islamistische groepering Ansar al-Islam, die opgezet werd in Irakees Koerdistan terwijl hij vluchtelingenstatus had in Noorwegen. Krekar heeft aangegeven dat hij geen weet had van de diverse terroristische aanvallen die de groepering uitvoerde onder zijn leiderschap.
Op basis van een internationaal arrestatiebevel is hij in 2002 in Nederland gearresteerd en het jaar erop werd hij aan Noorwegen uitgeleverd. Sinds februari 2003 loopt er een uitzettingsbevel tegen hem, maar dit wordt niet ten uitvoer gebracht zolang de Irakese regering geen garantie geeft dat hij niet aan marteling of veroordeling zal worden onderworpen. Noorwegen houdt zich aan internationale verdragen die het verbieden iemand het land uit te zetten zonder een dergelijke garantie.
In maart 2012 veroordeelde een rechtbank in Oslo Krekar tot 5 jaar gevangenisstraf. De reden hiervoor was, dat Krekar doodsbedreigingen had geuit, onder andere tegen de Noorse oppositieleider en de latere minister-president Erna Solberg. In beroep werd deze straf teruggebracht tot 2 jaar en 10 maanden.
In november 2015 kwam Mullah Krekar in het nieuws, omdat hij de vermeende leider was van een grote terreurcel die werd ontmanteld, en die Europa als doelwit van aanslagen had. Op dat moment was hij nog altijd in Noorwegen in gevangenschap.
Islamitisch emiraat Biyara